# ۹۹۹ (عدد)
۹۹۹ (نه‌صد و نود و نه) یک عدد طبیعی است که پس از ۹۹۸ و پیش از ۱۰۰۰ قرار دارد.